# Cryptotrema corallinum
Cryptotrema corallinum är en fiskart som beskrevs av Gilbert, 1890. Cryptotrema corallinum ingår i släktet Cryptotrema och familjen Labrisomidae. Inga underarter finns listade i Catalogue of Life.